# Село Рахымжана Кошкарбаева
Рахымжана Кошкарбаева (каз. Рахымжан Қошқарбаев ауылы, до 2006 г. — Романовка) — село в Целиноградском районе Акмолинской области Казахстана. Административный центр сельского округа Рахымжана Кошкарбаева. Код КАТО — 116667100.

## География
Село расположено на левом берегу реки Нура, на расстоянии примерно 37 километров (по прямой) к юго-востоку от административного центра района — села Акмол.
Абсолютная высота — 365 метров над уровнем моря.
Ближайшие населённые пункты: село Кабанбай батыра — на севере, село Нура — на юго-востоке, аул Сарыколь — на юго-западе.
Близ села проходит автодорога областного значения — КС-5 «Кабанбай батыра — Жангызкудук — Оразак».

## История
Село основано в 1895 году немецкими переселенцами из Саратовской губернии и Бессарабии и называлось Романовка.

## Население
В 1989 году население села составляло 1917 человек (из них немцы — 78%).

В 1999 году население села составляло 1564 человека (744 мужчины и 820 женщин). По данным переписи 2009 года в селе проживало 1680 человек (846 мужчин и 834 женщины).
| Численность населения | Численность населения | Численность населения |
| 1989                  | 1999                  | 2009                  |
| --------------------- | --------------------- | --------------------- |
| 1917                  | ↘1564                 | ↗1680                 |